# Alexei Andrejewitsch Bjalynizki-Birulja

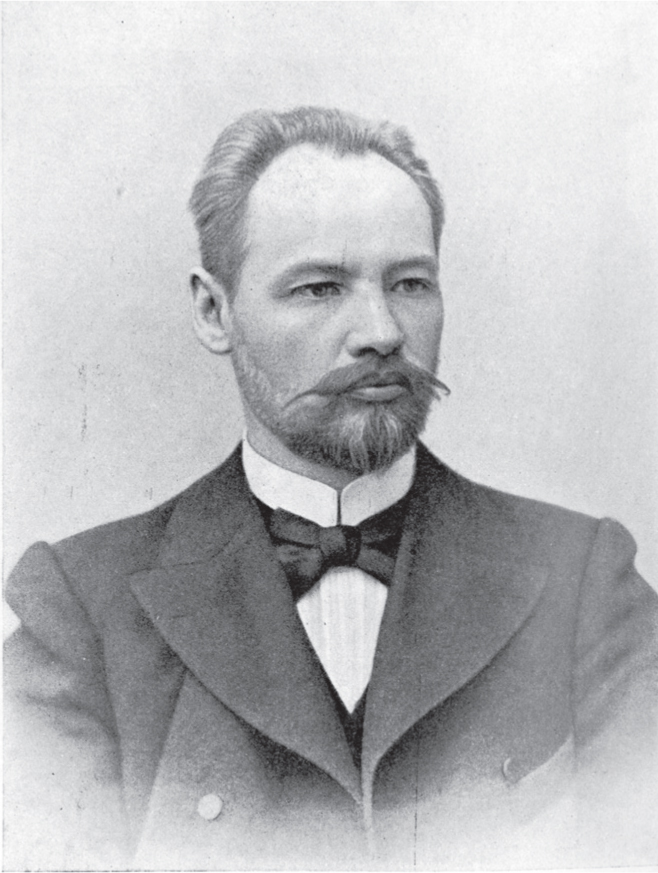
Alexei Andrejewitsch Bjalynitzki–Birulja mit 35 Jahren (1900)

Alexei Andrejewitsch Bjalynizki-Birulja (russisch Алексей Андреевич Бялыницкий-Бируля, wiss. Transliteration Aleksej Andreevič Bjalynickij-Birulja; * 24. Oktober 1864 im Dorf Babkowo (russ. Бабково) in der Gemeinde Wyssozkaja (russ. Высоцкая), Provinz Mogiljow (heute Bezirk Orscha); † 18. Juni 1937 in Leningrad) war ein russischer und sowjetischer Zoologe, Arachnologe und Paläontologe, sowie seit 1923 korrespondierendes Mitglied der Russischen Akademie der Wissenschaften.
Die Erstbeschreibungen der von ihm entdeckten Tier- und Pflanzenarten erfolgten unter dem Namen „Birula“.

## Leben und Wirken
Sein Vater Andrei Simplizianowitsch Bjalynizki-Birulja (russ. Андрей Симплицианович Бялыницкий–Бируля) war Naturwissenschaftler, Meteorologe und Betreiber der meteorologischen Station Nowoje Koroljowo (russ. Новое Королёво) in der Nähe von Witebsk, die von 1864 bis 1941 in Betrieb war.
Alexei Andrejewitsch Birulja absolvierte 1886 ein klassisches Gymnasium in Wjasma und studierte anschließend in der naturwissenschaftlichen Abteilung der Fakultät für Physik und Mathematik der Universität St. Petersburg (Diplom ersten Grades, 1891). Er besuchte wiederholt die biologische Station auf den Solowezki–Inseln, um die Meeresfauna zu studieren. Später arbeitete er als Zoologe am Zoologischen Museum der Kaiserlichen Akademie der Wissenschaften.

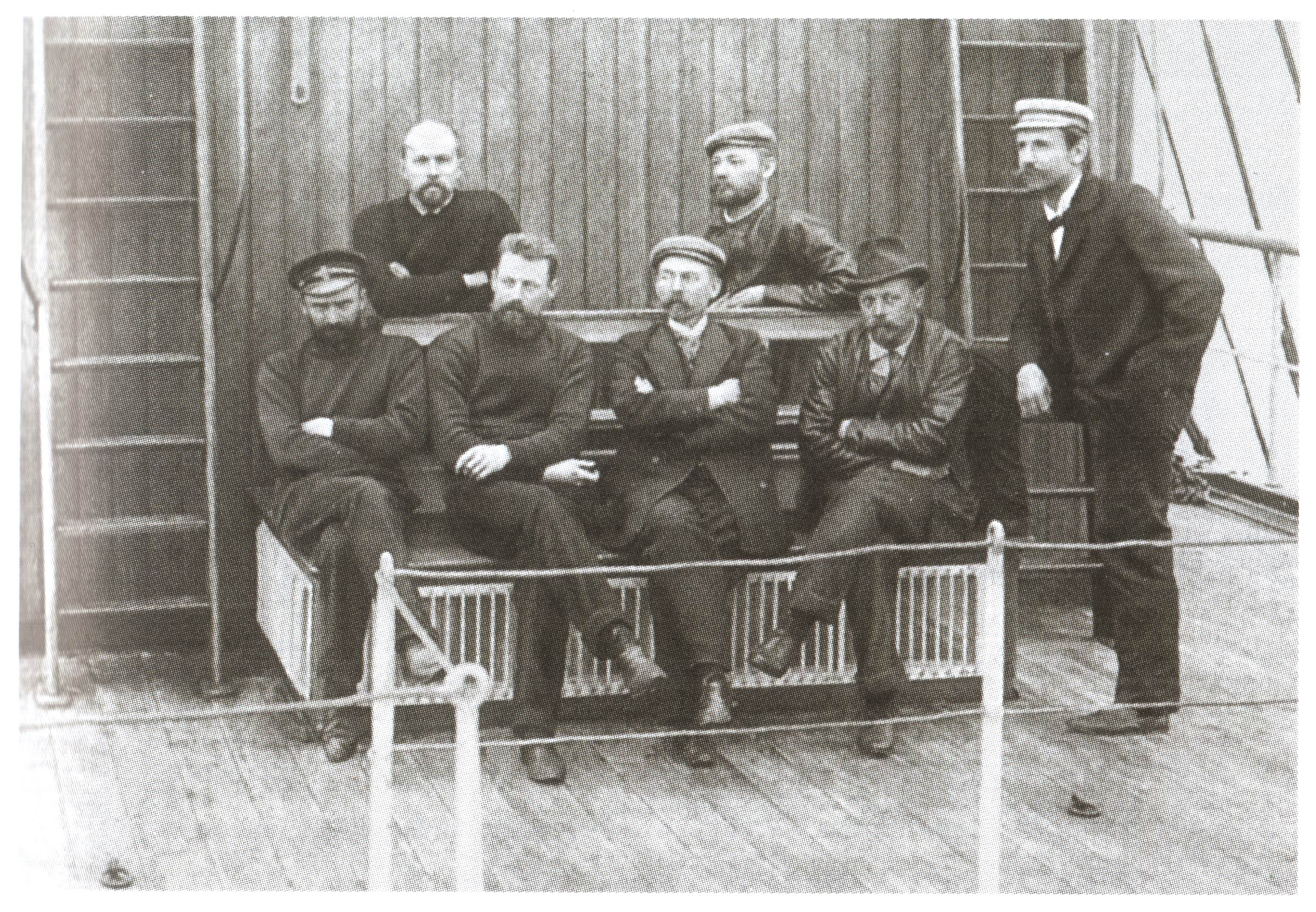
Teilnehmer der Sarja–Expedition: Koltschak, Mattiessen, Kolomeizew, Toll, Walter, Bjalynizki-Birulja, Seeberg (v. l. n. r.)

Im Jahr 1899 nahm Birulja an einer Spitzbergen-Expedition teil und begleitete ein Jahr später die Russische Polarexpedition von 1900–1902 (wegen des Schiffs auch „Sarja–Expedition“ genannt) unter der zoologischen Leitung von Freiherr Eduard von Toll, in der er zoologisches und ornithologisches Material sammelte und Polarlichter beobachtete. Im Mai 1902 verließ Birulja die Expedition und begab sich auf die Insel Neusibirien, die er bis in den Dezember hinein gründlich erforschte, bevor er unabhängig vom Rest der Expedition zurück nach Hause reiste.
Ab 1917 war Birulja verantwortlicher Herausgeber des „Jahrbuch des Zoologischen Museums“.
Birulja wurde Direktor des Zoologischen Museums der Russischen Akademie der Wissenschaften (seit 1923 kommissarisch, seit 1927 Direktor). Er war Mitbegründer einer ständigen Kommission zum Studium der Malariamücken am Zoologischen Museum und unternahm 1928 eine Expedition nach Zentralasien, die den Grundstein für eine umfassende Expeditionsforschung zur Parasitologie in der Sowjetunion legte.
Seine wissenschaftliche Forschung befasste sich hauptsächlich mit der Systematik, Morphologie und Zoogeographie der wirbellosen Tiere, insbesondere der Spinnen und später der Säugetiere. Als Autor von mehr als 150 gedruckten Werken über Insekten, Säugetiere, Vögel usw. in russischer und deutscher Sprache begleitete Birulja seine Werke mit seinen eigenen Illustrationen. Birulja wurde auch als Künstler bekannt, der arktische Landschaften auf der Grundlage von Expeditionsskizzen malte.

### Festnahme, Verurteilung und Strafarbeit

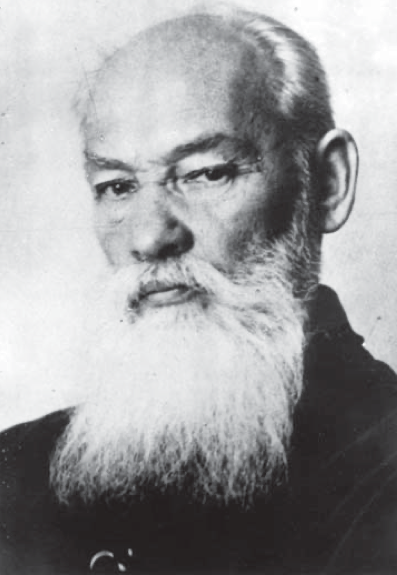
Birulja im Alter von 71 Jahren (1935)

Am 23. November 1929 wurde Birulja auf Beschluss eines Überprüfungsausschusses aus dem Amt des Direktors der Akademie der Wissenschaften entfernt und ein knappes Jahr später am 15. November 1930 von der Geheimpolizei verhaftet. Am 10. Februar 1931 wurde er von der Gerichtstroika der OGPU im Leningrader Militärbezirk gemäß Artikel 187 wegen „Konterrevolution“ zu fünf Jahren Haft und Beschlagnahme seines Vermögens verurteilt. Die Strafe verbüßte er im Alter von 66 Jahren im Strafarbeitslager in Belbaltlag (russ. Белбалтлаг) zunächst unter schwerer körperlicher Arbeit (Transport von Baumstämmen) und später als Assistenzarzt. Er wurde 1935 vorzeitig entlassen und ins Exil nach Archangelsk geschickt.

### Nach der Entlassung
Birulja wurde Mitarbeiter der Forschungsabteilung des Staatlichen Ozeanographischen Instituts, das heute den Namen „Knipowitsch Polarforschungsinstitut für Meeresfischerei und Ozeanographie“, kurz PINRO trägt (russ. Полярный научно-исследовательский институт морского рыбного хозяйства и океанографии имени Н. М. Книповича). Er wurde 1935 von seinem Posten entbunden und arbeitete danach am Zoologischen Institut der Akademie der Wissenschaften der UdSSR. Noch im selben Jahr wurde ihm ehrenhalber der Titel „Doktor der biologischen Wissenschaften“ verliehen. In den Jahren 1935 bis 1936 war er leitender Spezialist, später Leiter der zoologischen Abteilung der Akademie der Wissenschaften der UdSSR.

### Rehabilitation
Alexej Andrejewitsch Birulja wurde 72 Jahre alt, er starb am 18. Juni 1937 in Leningrad und wurde am 30. Juni 1989 postum (52 Jahre nach seinem Tod) wegen des erlittenen Unrechts und der Haft im Strafarbeitslager rehabilitiert.

## Einige von Birulja beschriebene Taxonomen
- Acanthogylippus
- Buthacus
- Buthiscus
- Buthiscus bicalcaratus
- Calchas
- Calchas nordmanni
- Daesiola zarudnyi
- Dolichovespula pacifica
- Euscorpius flavicaudis
- Euscorpius koschewnikowi
- Galeodopsis
- Gluviola armata
- Gluviopsis microphthalmus
- Heteroscorpion
- Hottentotta
- Ixodes berlesei
- Ixodes signatus
- Ixodes trianguliceps
- Karschia borszcevskii
- Karschia kaznakovi
- Karschia koenigi
- Karschia kurdistanica
- Karschia pedaschenkoi
- Kraepelinia palpator
- Leiurus hebraeus
- Liobuthus
- Liobuthus kessleri
- Lutra lutra seistanica
- Martes zibellina kamtschadalica
- Martes zibellina princeps
- Monoporeia gurjanovae
- Paragaleodiscus
- Paragaleodiscus aflagellatus
- Psammobuthus
- Psammobuthus zarudnyi
- Razianus zarudnyi
- Rhagodelbus bucharicus
- Rhagodixa kurdistanica
- Rhagodorta zorab
- Rhagodospus babylonicus
- Roeweriscus
- Roeweriscus paradoxus
- Saduria sibirica
- Vespula ingrica
- Vulpes rueppellii zarudnyi
- Zeria funksoni

## Namenswidmungen
- Biruli-Bucht (russ.Залив Бирули) – Bucht auf der Halbinsel Zarya an der Laptev-Küste (1901 benannt durch Eduard v. Toll)
- Reka Biruli (russ. Река Бирули) – Fluss im Norden der Insel Neusibirien (1901 benannt durch Eduard v. Toll)
- Agyneta birulai (Kulczyński, 1908) – Spinne
- Ampelisca birulai Brüggen, 1909 – Flohkrebs
- Anemesia birulai (Spassky, 1937) – Spinne
- Anonyx birulai Gurjanova, 1962 – Flohkrebs
- Boletina birulai Lundström, 1915 – Pilzmücke
- Calchas birulai Fet, Soleglad & Kovařík, 2009 – Scorpion
- Cerastium bialynickii Tolmatchew – Hornkraut
- Corrodopsylla birulai (Ioff, 1928) – Floh
- Chamobates birulai (Kulczynski, 1902) – Milbe
- Halecium birulai Spassky, 1929 – Nesseltier
- Mongolodiaptomus birulai (Rylov, 1922) – Ruderfußkrebs
- Paramphitrite birulai (Ssolowiew, 1899) – Schopfwurm
- Zachaeus birulai Redikortsev, 1936 – Weberknecht
- Namen von Gattungen, Arten und Unterarten anderer Tiere

## Auszeichnungen und Preise
- 1924: Konstantinow-Medaille (russ. Константиновская медаль) – Höchste Auszeichnung der Russischen Geographischen Gesellschaft[4]

## Schriften
Wichtigste Hauptwerke:
- Очерки из жизни птиц полярного побережья Сибири // Записки Акад. наук по физ.-мат. отделению (dt. „Skizzen aus dem Leben der Vögel der sibirischen Polarküste // Notizen der Akademie der Wissenschaften“), Band 18, № 2, 1907
- Членистобрюхие и паукообразные Кавказского края // Записки Кавказского музея (dt. „Gliederspinnen und Spinnentiere der Kaukasusregion // Notizen des Kaukasusmuseums“), Serie A, № 5, 1917
- Скорпионы // Фауна России (dt. „Skorpione // Fauna Russlands“), Band 1, Petrograd, 1917[5]
- [PDF 3,4 MB] A. Białynicki-Birula: “Ein Beitrag zur Kenntniss der palaearktischen Hoplomerus-Arten (Hymenoptera-Diploptera)”, 1926, (deutsch)[6]
- Фаланги // Фауна СССР. Паукообразные (dt. „Walzenspinnen // Fauna der UdSSR. Spinnentiere“), Band 1, Ausgabe 3, Moskau – Leningrad, 1938